# Život kolem nás (Malá řada)
Život kolem nás (Malá řada)  (Das Leben um uns herum (Kleine Reihe)) ist eine tschechoslowakische Buchreihe. Sie erschien von 1963 bis 1970 im Verlag Československý spisovatel (Tschechoslowakischer Schriftsteller) in Prag. Ihr Umfang beträgt 44 Bände.

## Kurzeinführung
In der Reihe haben tschechische und slowakische Autoren veröffentlicht. Einige Autoren sind in der Ausgabe mit mehr als einem Titel vertreten. Die Bände 1, 16 und 35 stammen von Milan Kundera, Band 12 der Reihe beispielsweise ist der Roman Ostře sledované vlaky (Streng überwachte Züge) von Bohumil Hrabal, der 1966 von Jiří Menzel verfilmt wurde. Von Hrabal stammte bereits der Band 8. Auch Západ je Západ (Westen ist Westen) von Radoslav Selucký erschien in der Reihe. Neben der Kleinen Reihe gab es auch eine Große Reihe (Velká řada), die bereits seit 1960 erschien. Die grafische Gestaltung wurde von Zdenek Seydl, Jiří Šalamoun, Josef Flejšar und anderen vorgenommen. Die folgende Übersicht erhebt keinen Anspruch auf Aktualität oder Vollständigkeit:

## Bände
- 1 Směšné lásky (tři melancholické anekdoty), Milan Kundera, 1963
- 2 Vítr se stočí k jihovýchodu, Hana Bělohradská, 1963
- 3 Setkání před odjezdemi, Alexandr Kliment, 1963
- 4  Favoriti, Milan Hendrych, 1963
- 5 Třiatřicet stříbrných křepelek, Jan Trefulka, 1963
- 6 Bůh z reklamy, Alena Vostrá, 1964
- 7 Patřím k vám, Juraj Špitzer, 1964
- 8 Taneční hodiny pro starší a pokročilé, Bohumil Hrabal, 1964
- 9 Západ je Západ, Radoslav Selucký, 1964
- 10 Milenci na jednu noc, Ivan Klíma, 1964
- 11 Démon souhlasu, Dominik Tatarka, 1964
- 12 Ostře sledované vlaky, Bohumil Hrabal, 1964
- 13 Větší počet tanečnic, Ota Šafránek, 1965
- 14 Dlouhá bílá přerušovaná čára, Ladislav Mňačko, 1965
- 15 Legenda Emöke, Josef Škvorecký, 1965
- 16 Druhý sešit směšných lásek, Milan Kundera, 1965
- 17 Ošetřovna, Milan Uhde, 1966
- 18 Oběd s Adenauerem, Dušan Hamšík, 1966
- 19 Atrakce, Emanuel Mandler, 1966
- 20 Abel: Pohyby jednoho rána, Jiří Fried, 1966
- 21 Nelidský kůň, Ladislav Dvořák, 1966
- 22 Kde život náš je v půli se svou poutí, Josef Jedlička, 1966
- 23 Nálezy pana Minuse, Jan Trefulka, 1966
- 24 Pověst, Jiří Fried, 1966
- 25 Adelheid, Vladimír Körner, 1967
- 26 Génius průměrnosti, Dušan Hamšík, 1967
- 27  Citová výchova v březnu, Pavel Vilikovský, 1967
- 28  Konec nylonového věku, Josef Škvorecký, 1967
- 29 Obrova zahrádka, Hana Prošková, 1968
- 30 Pánská jízda, Zdena Salivarová, 1968
- 31 Sen o mém otci, Karol Sidon, 1968
- 32 S Rozárkou, Vincent Šikula, 1968
- 33 Jeroným na pouti, Petr Pujman, 1968
- 34 Mladík z povolání, Jan Otčenášek, 1968
- 35 Třetí sešit směšných lásek, Milan Kundera, 1968
- 36 Kapři v kvetoucích trnkách, Petr Chudožilov, 1969
- 37 Nedokončená pro dětský hlas, Peter Karvaš, 1969
- 38 Moták, Milan Nápravník, 1969
- 39 Hobby, Jiří Fried, 1969
- 40 Spolek pro ochranu zvířat, Jiří Robert Pick, 1969
- 41 Neznámý voják, Vlastimil Milota, 1969
- 42 Sen o mně, Karol Sidon, 1970
- 43 ...před odletem stěhovavých ptáků, Vincent Šikula, 1970
- 44 Zmizení : marný pokus o prózu, Vladimír Mikeš, 1969